# Giacomo Tedesco
Giacomo Tedesco (né le 1er février 1976 à Palerme) est un joueur de football italien, évoluant au poste de milieu de terrain. Il a notamment porté les couleurs de Napoli Calcio, de Bologna Football Club et de Reggina Calcio. Il joue maintenant au Trapani Calcio.

## Biographie
Giacomo Tedesco est le frère cadet de Giovanni Tedesco, lui aussi footballeur, et avec lequel il entretient des relations plutôt tendues. Il a un autre frère, nommé Salvatore, footballeur amateur, et une sœur, aussi footballeuse.

## Clubs successifs
- 1993-1997 :  US Palerme
- 1997-2000 :  Salernitana Sport
- 2000-2001 :  SSC Naples (prêt)
- 2001-2003 :  Salernitana Sport
- 2003-2003 :  Cosenza Calcio
- 2003-2007 :  Reggina Calcio
- 2007-2009 :  Catane Calcio
- 2009-2010 :  Bologne FC 1909
- 2010-2011 :  Reggina Calcio
- 2011-2013 :  Trapani Calcio[1]
- 2013 :  FCD Serradifalco

## Palmarès
- Champion de Serie B en 1998 avec Salernita
- Champion de Lega Pro Prima Divisione en 2013 avec Trapani